# Clay (Virgínia de l'Oest)
Clay és una població dels Estats Units a l'estat de Virgínia de l'Oest. Segons el cens del 2000 tenia 593 habitants.

## Demografia
Segons el cens del 2000, Clay tenia 593 habitants, 261 habitatges, i 153 famílies. La densitat de població era de 401,7 habitants per km².
Dels 261 habitatges en un 32,2% hi vivien nens de menys de 18 anys, en un 37,2% hi vivien parelles casades, en un 17,2% dones solteres, i en un 41% no eren unitats familiars. En el 39,1% dels habitatges hi vivien persones soles el 19,2% de les quals corresponia a persones de 65 anys o més que vivien soles. El nombre mitjà de persones vivint en cada habitatge era de 2,21 i el nombre mitjà de persones que vivien en cada família era de 2,91.
Per edats la població es repartia de la següent manera: un 27,8% tenia menys de 18 anys, un 9,1% entre 18 i 24, un 23,8% entre 25 i 44, un 22,3% de 45 a 60 i un 17% 65 anys o més.
L'edat mediana era de 35 anys. Per cada 100 dones de 18 o més anys hi havia 76,1 homes.
La renda mediana per habitatge era de 14.712 $ i la renda mediana per família de 15.000 $. Els homes tenien una renda mediana de 25.893 $ mentre que les dones 14.250 $. La renda per capita de la població era d'11.415 $. Entorn del 47,3% de les famílies i el 39,1% de la població estaven per davall del llindar de pobresa.

## Poblacions més properes
El següent diagrama mostra les poblacions més properes.